# Ferdinando D'Ambrosio
Ferdinando D'Ambrosio (Caivano, 12 maggio 1908 – 9 maggio 1996) è stato un politico italiano.

## Biografia
Laureato in giurisprudenza, è avvocato e giornalista. Impegnato in politica con la Democrazia Cristiana, viene eletto alla Camera dei deputati dalla I alla V legislatura, termina il proprio mandato parlamentare nel 1972. Nella IV subentra il 14 settembre del 1966 come primo dei non eletti al defunto Domenico Colasanto.
Muore il 9 maggio 1996, tre giorni prima di compiere 88 anni.